# Liselotte Pieser
Liselotte Pieser (* 30. Dezember 1917 in Beierfeld; † 24. November 1998) war eine deutsche Volkswirtin und Politikerin (CDU).

## Leben und Beruf
Pieser, gelernte Diplom-Volkswirtin, arbeitete von 1945 bis 1951 als Lehrerin an einer Grundschule in Bad Gottleuba und an einer Wirtschaftsoberschule in Pirna. 1951 floh sie nach West-Berlin und ließ sich in Berlin-Nikolassee nieder. Sie trat 1952 in den Bundesdienst ein, war seit 1955 als Hilfsreferentin und Referatsleiterin im Bundesministerium für gesamtdeutsche Fragen tätig und wirkte vornehmlich im kultur- und sozialpolitischen Bereich. 1959 wurde sie ins Beamtenverhältnis übernommen, zuletzt dann zur Regierungsdirektorin befördert.

## Partei
Pieser zählte 1945 zu den Gründern der CDU in Bad Gottleuba. Sie war stellvertretende Vorsitzende der Frauenvereinigung der CDU Berlin und wurde 1969 auf Bundesebene zur stellvertretenden Vorsitzenden der Frauenvereinigung gewählt. Von 1964 bis 1967 war sie Mitglied des CDU-Bundesvorstandes.

## Abgeordnete
Pieser war von 1946 bis 1949 Kreistagsmitglied des Kreises Pirna. Dem Deutschen Bundestag gehörte sie vom 26. Juni 1968, als sie für den ausgeschiedenen Abgeordneten Josef Stingl nachrückte, bis 1980 an. Sie war als West-Berliner Abgeordnete ins Parlament eingezogen und hier vom 9. April 1975 bis 1980 stellvertretende Vorsitzende des Rechnungsprüfungsausschusses.

## Ehrungen
- 1977: Verdienstkreuz 1. Klasse der Bundesrepublik Deutschland
- 1983: Großes Verdienstkreuz der Bundesrepublik Deutschland